# Župna crkva sv. Luke evanđelista u Zagrebu
Župna crkva sv. Luke evanđelista katolička je crkva sagrađena 2007. godine u zagrebačkom Travnom.

## Arhitektura
Crkvu su projektirali arhitekti Roman Vukoja i Robert Križnjak. Građevina se sastoji od dva osnovna volumena. Dominantni volumen čini glavna crkvena dvorana, dok se manji volumen sa zapadne strane koristi kao župni dvor. Oba volumena povezana su otvorenim platoom, a u suterenskom dijelu smješteni su servisni i pomoćni prostori crkve, uključujući dvorane za projekciju filmova, održavanje seminara i predavanja. Pri projektiranju, arhitekti su posebnu pažnju posvetili urbanističkom uklapanju crkve u matricu naselja Travno, čineći je ključnim elementom koji označava početak i kraj velike zelene plohe naselja.
Projekt Crkve sv. Luke evanđelista uvršten je u finalni izbor pet najljepših vjerskih građevina svijeta na natječaju Building of the Year 2010., organiziranom od strane priznatog časopisa Archdaily.

## Galerija
- Pogled na crkvu
- Skulptura ispred crkve, bl. Alojzije Stepinac